# Inquisitor stenos
Inquisitor stenos é uma espécie de gastrópode do gênero Inquisitor, pertencente a família Pseudomelatomidae.